# سوناكوم ام 120

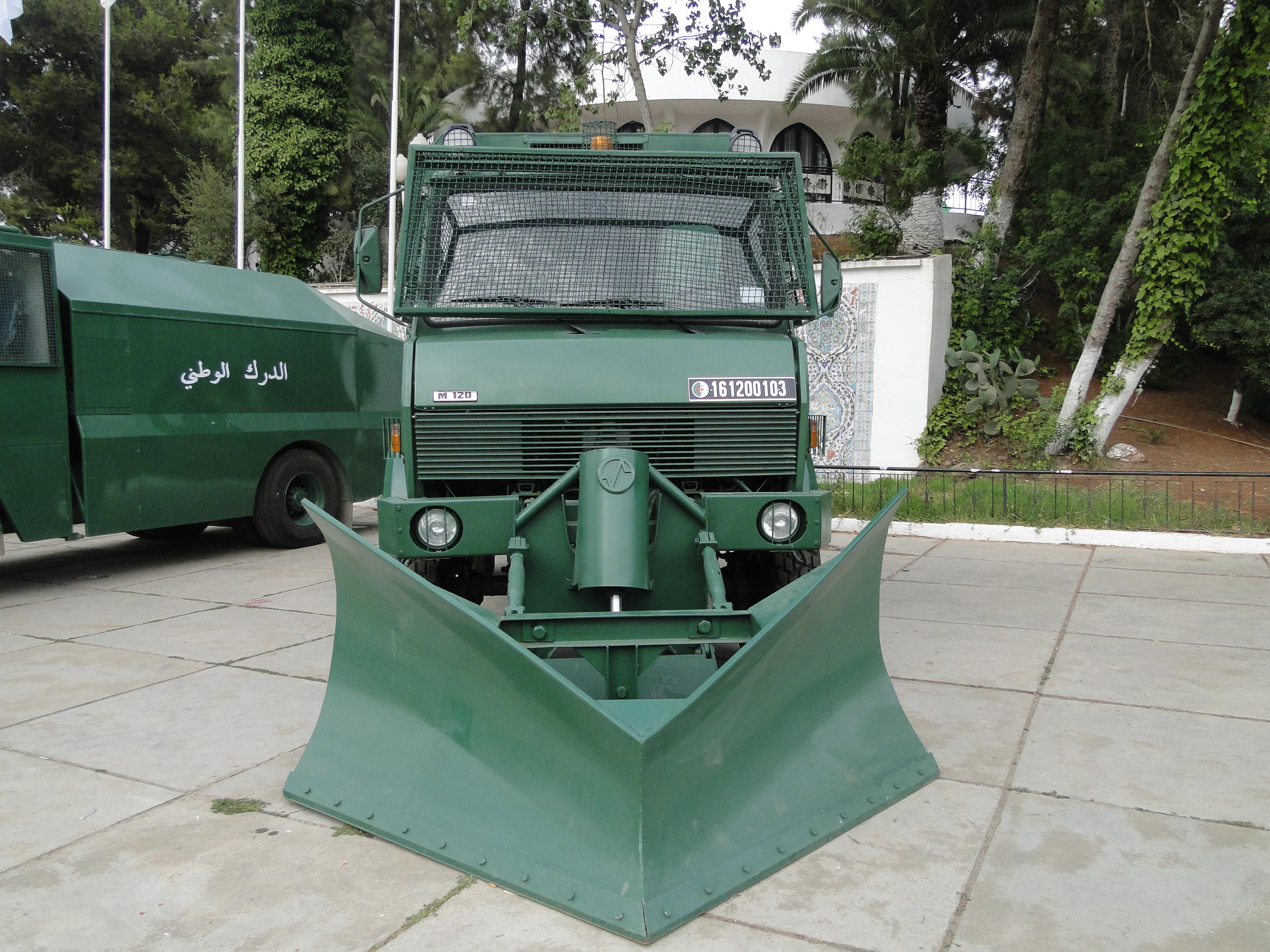
M 120 مزيل العراقيل تابع لدرك الوطني بمعرض سافيكس الجزائر 2012

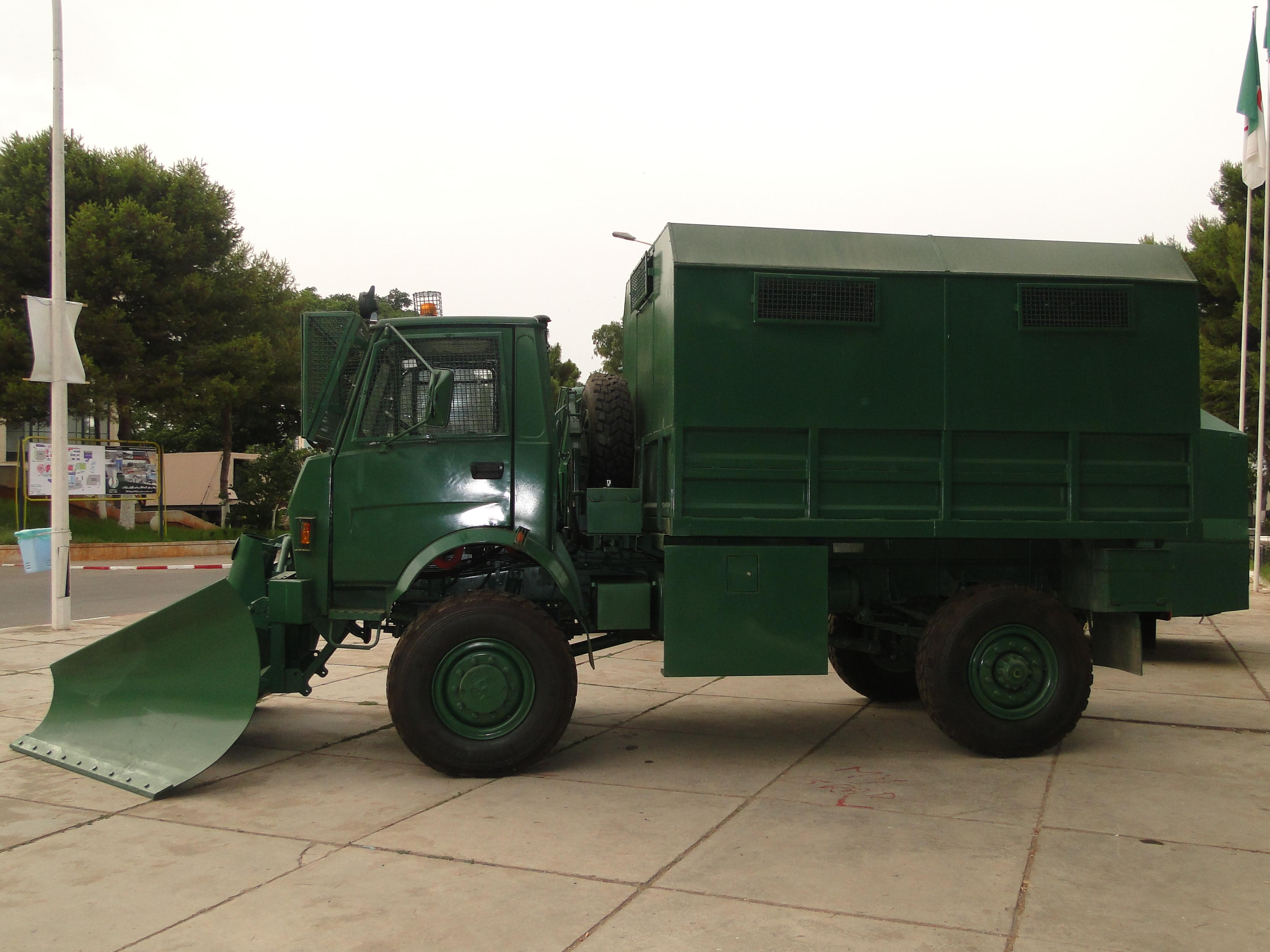
M 120 مزيل العراقيل تابع لدرك الوطني بمعرض سافيكس الجزائر 2012

سوناكوم ام 120 شاحنة من صنع الشركة الجزائرية للعربات الصناعية وهي نسخة رباعية الدفع 4X4 من الشاحنة كاي 120. توجه حصة كبيرة من هاته الشاحنات للجيش الوطني الشعبي الجزائري وبعض الشركات القطاع العام ومصالح الحماية المدنية.

## النسخ
لهذا الموديل من الشاحنات 3 نسخة مختلفة الاستعمالات :
- شاحنة صهريج لنقل المياه الصالحة للشرب (2 000 لتر)
- شاحنة منصة لنقل الأفراد (12 فردا في الخلف)
- شاحنة مزيحة للثلوج أو الرمال.

## وصلات خارجية
- http://snvi-dz.blogspot.com/2011/11/snvi-m120.html
- http://snvi-dz.blogspot.com/2011/11/m210-230.html
- snvigroupe.dz